# Фил (мост)
Мостът Фил (на турски: Fil Köprüsü), известен също като моста Силахтарага (на турски: Silahtarağa Köprüsü) е дълъг 38 м бетонен тетивен мост, който пресича реката Алибейкьой в Истанбул, Турция. Мостът е завършен през 1932 г. от Столичната община на Истанбул.
Мостът е затворен за движение на автомобили, с изключение на мотоциклети, и е пешеходен.
|  | Тази страница частично или изцяло представлява превод на страницата Fil Bridge в Уикипедия на английски. Оригиналният текст, както и този превод, са защитени от Лиценза „Криейтив Комънс – Признание – Споделяне на споделеното“, а за съдържание, създадено преди юни 2009 година – от Лиценза за свободна документация на ГНУ. Прегледайте историята на редакциите на оригиналната страница, както и на преводната страница, за да видите списъка на съавторите. ВАЖНО: Този шаблон се отнася единствено до авторските права върху съдържанието на статията. Добавянето му не отменя изискването да се посочват конкретни източници на твърденията, които да бъдат благонадеждни. |